# Condado de Pembina (Dakota del Norte)
El condado de Pembina (en inglés: Pembina County, North Dakota), fundado en 1867, es uno de los 53 condados del estado estadounidense de Dakota del Norte. En el año 2000 tenía una población de 8585 habitantes y una densidad poblacional de 3 personas por km². La sede del condado es Cavalier.
El condado fue creado por la legislatura 1866-1867 territorial y se organizó el 12 de agosto de 1867. "Pembina" se deriva de la palabra india Chippewa de arándano alto arbusto que crecía en abundancia a lo largo del Río Pembina. La ciudad de Pembina fue la sede del condado desde 1867 hasta 1911, cuando se trasladó a Cavalier.

## Geografía
Según la Oficina del Censo, el condado tiene un área total de 2906 km² (1122,0 mi²), de la cual 2898 km² (1118,9 mi²) es tierra y 8 km² (3,1 mi²) es agua.

### Condados adyacentes
- Condado de Kittson (este)
- Condado de Walsh (sur)
- Condado de Cavalier (oeste)

## Demografía
En el 2000 la renta per cápita promedia del condado era de $36 430, y el ingreso promedio para una familia era de $45 338. El ingreso per cápita para el condado era de $18 692. En 2000 los hombres tenían un ingreso per cápita de $30 400 versus $21 340 para las mujeres. Alrededor del 9.20% de la población estaba bajo el umbral de pobreza nacional.
| 1870 | 1880 | 1890   | 1900   | 1910   | 1920   | 1930   | 1940   | 1950   | 1960   | 1970   | 1980   | 1990 | 2000 | Est. 2009 |
| ---- | ---- | ------ | ------ | ------ | ------ | ------ | ------ | ------ | ------ | ------ | ------ | ---- | ---- | --------- |
| 1213 | 4862 | 14 334 | 17 869 | 14 749 | 15 177 | 14 757 | 15 671 | 13 990 | 12 946 | 10 728 | 10 399 | 9238 | 8585 | 7392      |

## Mayores autopistas
| - Interestatal 29 - U.S. Highway 81 - Carretera de Dakota del Norte 5 - Carretera de Dakota del Norte 18 | - Carretera de Dakota del Norte 32 - Carretera de Dakota del Norte 44 - Carretera de Dakota del Norte 66 - Carretera de Dakota del Norte 89 |

## Lugares

### Ciudades
- Bathgate
- Canton City
- Cavalier
- Crystal
- Drayton
- Hamilton
- Mountain
- Neche
- Pembina
- St. Thomas
- Walhalla

Nota: todas las comunidades incorporadas en Dakota del Norte se les llama "ciudades" independientemente de su tamaño

### Municipios
| - Municipio de Advance - Municipio de Akra - Municipio de Bathgate - Municipio de Beaulieu - Municipio de Carlisle - Municipio de Cavalier - Municipio de Crystal - Municipio de Drayton | - Municipio de Elora - Municipio de Felson - Municipio de Gardar - Municipio de Hamilton - Municipio de Joliette - Municipio de La Moure - Municipio de Lincoln - Municipio de Lodema - Municipio de Midland | - Municipio de Neche - Municipio de Park - Municipio de Pembina - Municipio de St. Joseph - Municipio de St. Thomas - Municipio de Thingvalla - Municipio de Walhalla |